# Igreja na Internet
Igreja na Internet, Igreja Online, Ciber Igreja ou Igreja Digital referem-se a uma ampla variedade de maneiras que os grupos religiosos cristãos podem usar a internet para facilitar suas atividades religiosas, particularmente oração, discussão, pregação e cultos.  A Internet tornou-se um local de experiência religiosa que levantou questões relacionadas com a eclesiologia,  porque algumas tradições cristãs insistem que um encontro online não pode ser considerado uma Igreja. Por exemplo, o Pontifício Conselho Católico Romano para as Comunicações Sociais declarou em 2002 que "a realidade virtual do ciberespaço não pode substituir a comunidade interpessoal real, a realidade encarnacional dos sacramentos e da liturgia, ou a proclamação imediata e direta do evangelho", embora reconhecendo que a Internet ainda pode "enriquecer as vidas religiosas dos usuários".

## História
As comunidades cristãs baseadas na Internet, mais conhecidas como "Igrejas Online" ou "Igrejas na Internet", começaram a ganhar popularidade no início dos anos 2000. Desde então, eles prosperaram dramaticamente em resposta ao investimento institucional, ao surgimento de mídias sociais mais sofisticadas e ao surgimento de mundos virtuais de acesso livre.  À medida que a comunicação on-line se tornou mais popular e os computadores domésticos tornaram-se menos caros, a comunicação mediada por computador se expandiu, fazendo com que a religião florescesse na Internet.
No início da internet, muitos ministérios começaram a postar mensagens informativas e semelhantes a sermões aos visitantes. Ao longo dos anos, esse método de ensino evoluiu na forma de vídeo, podcasts de áudio e blogs. Um estudo de 1996 recomendou que as organizações da Igreja estabelecessem rapidamente sua presença no ciberespaço, ou perderiam contato com muitos de seus paroquianos e correriam o risco de perder a capacidade de aconselhá-los em uma era de crescimento tecnológico. Eles foram essencialmente instados a estabelecer uma presença eletrônica antes que fosse tarde demais. Se eles não tivessem feito sua presença conhecida, a influência da Igreja poderia ter sido perdida para grupos religiosos não oficiais.
Muitas das igrejas da internet de hoje são descendentes de igrejas de tijolo e argamassa, oferecendo aos membros uma alternativa às tradicionais reuniões físicas dentro de um prédio da igreja.  Alguns, como o Church of Fools, oferecem experiências de igreja por meio de ambientes de realidade virtual totalmente 3D.
Estatísticas recentes mostram um crescente êxodo de jovens das igrejas, especialmente depois que saem de casa e moram sozinhos. Em um estudo de 2007, a Lifeway Research determinou que 70% dos jovens adultos protestantes entre 18 e 22 anos param de frequentar a igreja regularmente.
Igrejas na Internet agora existem em todo o mundo; no entanto, eles ainda são criticados por sua falta de “conexão humana”.

## Visão Geral
Igreja na Internet é uma reunião de crentes religiosos facilitada pelo uso de transmissão de vídeo on-line, transmissão de áudio e/ou mensagens escritas cujo objetivo principal é permitir a reunião de um corpo de paroquianos da igreja usando a Internet.
Inclui diferentes aspectos da comunidade cristã online, especialmente por aqueles que veem esse fenômeno como um subconjunto da igreja emergente, as expressões em desenvolvimento da fé em relação à mudança de cultura. Uma Ciber Igreja é um ministério que existe principalmente como um site privado, um espaço interativo em um site público ou site de rede social.
Uma Igreja na Internet descreve uma instituição que tem todos ou a maioria de seus membros se reúnem, conectam ou congregam, e ensinam e praticam suas crenças religiosas, inteiramente ou principalmente por meio de métodos online. Embora existam centenas de Igrejas que têm transmissões ao vivo (e/ou retransmissões) on-line (incluindo quase todas as mega igrejas), a maioria não seria classificada como Igrejas da Internet, pois também se reúnem em um local físico e geralmente usam serviços on-line como suplemento, principalmente para beneficiar:
1. Membros que, por motivos de saúde ou outros motivos, não podem comparecer aos cultos;
2. Pessoas que vivem em áreas onde uma igreja de sua denominação ou preferência não existe ou está muito longe para participar; ou
3. Para apresentar membros em potencial para a igreja (ou seja, uma família se mudando para um novo local e querendo verificar as igrejas próximas).

Os campi de Igreja na Internet são a mesma coisa que um campus de Igreja tradicional, exceto on-line. Um frequentador de igreja on-line pode participar de um estudo bíblico, doar, assistir a cultos ao vivo e assistir a cultos anteriores, participar de conferências e muito mais.
Os membros mantêm contato com pastores e ministros e colaboram com outros crentes por meio de ferramentas de comunicação na web fornecidas. Em alguns casos, os membros se comunicam por telefone com os ministros.
À medida que o uso da Internet continua a prosperar, os cristãos estão usando sites, blogs, redes sociais, serviços de mídia, salas de bate-papo, fóruns de discussão e outros meios eletrônicos para fornecer conexão social, educação e enriquecimento de sua fé.
A Igreja Online também pode oferecer conveniência para aqueles que estão muito isolados ou incapazes de participar de um culto presencial.

### Igrejas Online
A palavra cyberchurch foi usada pelo desenvolvedor da web Tim Bednar no artigo "We Know More Than Our Pastors", que detalhou a influência do movimento dos blogs na experiência da fé.  O pesquisador religioso e autor George Barna usou o termo em seu livro Revolution para descrever "a gama de experiências espirituais entregues através da Internet".  Barna vê a Cyberchurch como uma das futuras "macro-expressões" (formas de grande escala) da igreja no futuro; uma que em breve será responsável por um terço da espiritualidade americana, juntamente com outras formas "revolucionárias" de igreja.

### Redes Sociais
Os cristãos, como muitos usuários da Internet, estão usando cada vez mais sites de redes sociais como o Facebook. Esses sites incorporam grande parte da tecnologia dos blogs, mas forjam conexões mais concretas entre os usuários, permitindo que eles "enviem" mensagens dentro do sistema, conectem-se oficialmente como "amigos", avaliar e classificar uns uns aos outros, etc. Essas conexões podem ou não se materializam no mundo real, mas muitas pessoas agora consideram os relacionamentos on-line uma parte significativa de suas vidas, aumentando a influência potencial de uma presença cristã nesses ambientes. As críticas ao uso cristão desses sites cresceram, no entanto, devido à prevalência de conteúdo questionável e questões de segurança. Como resultado, várias alternativas cristãs para redes sociais foram desenvolvidas. Por outro lado, alguns defendem uma postura missionária, usando sites de redes sociais e componentes de rede de outros meios da Internet como blogs, bate-papo e mensagens instantâneas para fazer proselitismo de novos convertidos e espalhar o Evangelho.
Tem havido alguma especulação e experimentação com a ideia de iniciar igrejas dentro de tais "ambientes virtuais". LifeChurch.tv está na vanguarda do desenvolvimento de uma plataforma para apoiar o Campus Online "Igreja Online" oferecendo sua plataforma para outras igrejas. Por exemplo, uma rápida pesquisa no Google revelará que sua plataforma está sendo utilizada na East Lake Church em Chula Vista, CA The Ridge Community Church em Milwaukee, WI e Seacoast Church em Charleston, Carolina do Sul. É verdade que a LifeChurch não se limita e também usou outras plataformas para plantar uma ciber igreja dentro da comunidade do Facebook usando uma tecnologia "Internet Campus". Da mesma forma, Mundo virtual do Second Life onde as pessoas podem participar como avatares e adorar juntos. Muitas dessas igrejas retêm elementos que podem ser encontrados na igreja tradicional, como sermões. No entanto, eles também tentam se adaptar às normas sociais únicas da mídia digital; os usuários que frequentam essas igrejas são frequentemente referidos por seus nomes de usuário on-line e às vezes há sessões de bate-papo antes, depois e até mesmo durante os cultos.

## Livros
- Cyberchurch by  Patrick Dixon (Kingsway Publications, 1997, ISBN 0-85476-711-8)[24]
- The internet church by Walter P. Wilson (Word Publications, 2000) ISBN 0-8499-1639-9
- Exploring religious community online: we are one in the network by Heidi Campbell  (Peter Lang Publications, 2005) ISBN 0-8204-7105-4
- The Blogging Church by Brian Bailey and Terry Storch (Jossey Bass, 2007) ISBN 978-0-7879-8487-8
- The Wired Church 2.0 by Len Wilson (Abingdon Press, 2008) ISBN 978-0-687-64899-3
- Church of Facebook: How the Hyperconnected Are Redefining Community by Jesse Rice (David C. Cook, 2009) ISBN 1-4347-6534-2
- SimChurch: Being the Church in the Virtual World by Douglas Estes (Author) Zondervan, 2009) ISBN 0-310-28784-7
- Under The Radar: Learning From Risk Taking Churches by Bill Easum and Bill Tenny-Brittian (Authors) Abingdon Press, 2005) ISBN 0-687-49373-0, a book citing Alpha Church for sacraments of Baptism and Holy Communion on the internet, p. 33.